# Arrondissement

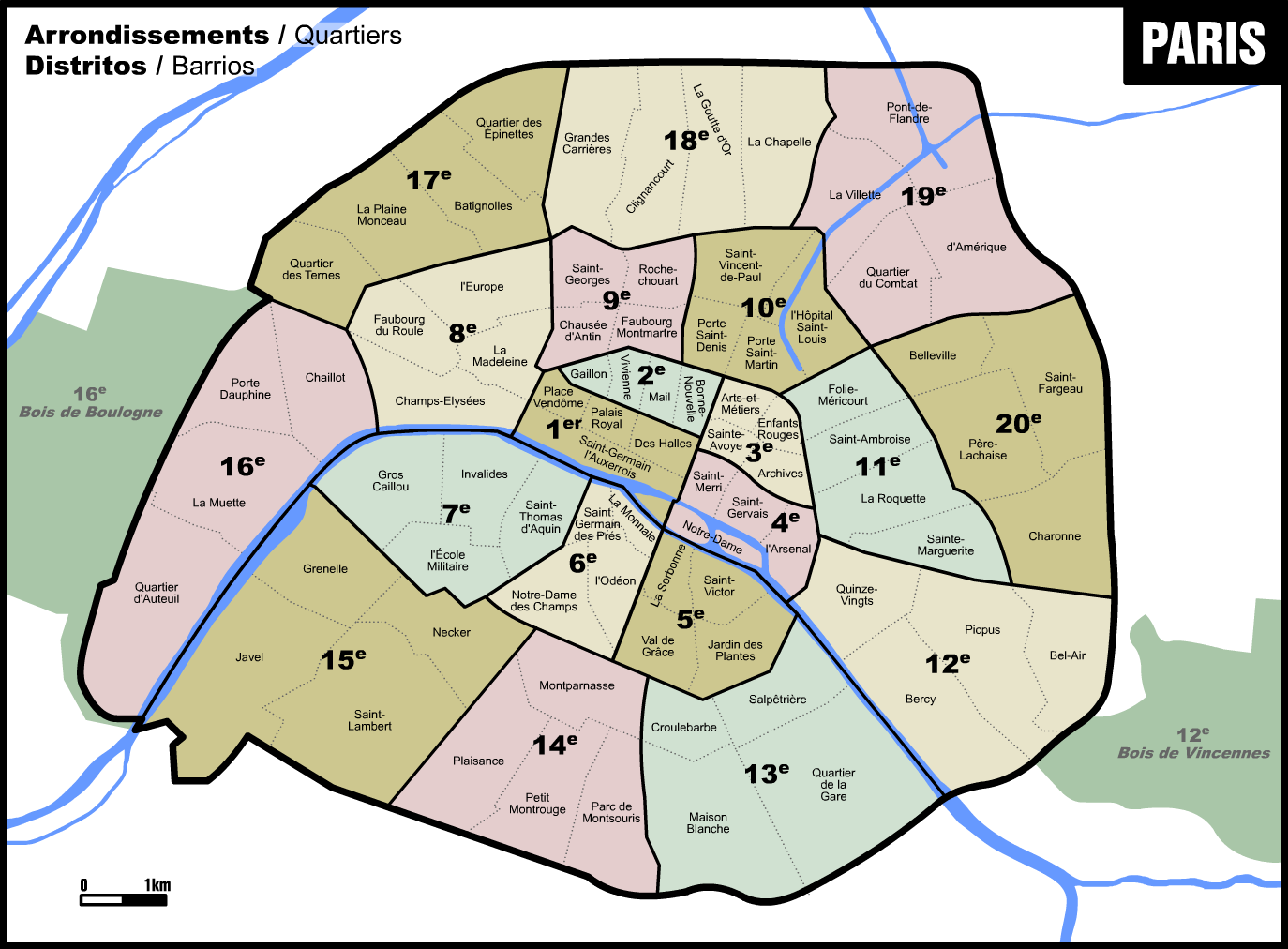
Gli arrondissement municipali di Parigi

Un arrondissement ([aʁõdisˈmɑ̃]) è una suddivisione amministrativa territoriale presente in diversi paesi francòfoni: è una suddivisione di un'entità territoriale più grande (ad esempio il dipartimento delle Alpi Marittime nella regione Provenza-Alpi-Costa Azzurra o il dipartimento d'oltremare della Guyana francese), o una suddivisione di una grande città (ad esempio Parigi, Marsiglia, Lione, Montréal, Brazzaville).
Il termine è traducibile in italiano come "circondario".
Nei paesi di lingua olandese, un arrondissement (plurale arrondissementen) può designare una suddivisione giudiziaria.
Nella lingua francese il termine è inoltre usato per tradurre anche nomi generici di equivalenti suddivisioni territoriali di altri paesi non francofoni.

## Belgio
In Belgio, il termine arrondissement si riferisce a tre diverse suddivisioni amministrative del territorio:
- i 43 arrondissements administratif, che sono una suddivisione amministrativa intermedia tra il comune e la provincia. Di questi, 22 arrondissement sono nella regione delle Fiandre, 20 in Vallonia e 1 nella regione di Bruxelles-Capitale;[3]
- i 27 arrondissements electoraux, che costituiscono i collegi elettorali utilizzati per l'elezione dei parlamenti delle entità federate belghe: regioni e comunità;[4]
- gli arrondissements judiciaires, che costituiscono la suddivisione territoriale su cui ha sede un tribunale di prima istanza. Dopo la riforma attuata con una legge entrata in vigore il 1º aprile 2014, gli arrondissements judiciaires sono stati ridotti a 12, contro i 27 precedenti alla riforma.[5][6][7]

## Benin
Nello stato africano del Benin gli arrondissement possono essere:
- una suddivisione amministrativa dei comuni, formati da raggruppamenti di villaggi;
- una suddivisione amministrativa dei maggiori centri urbani quali Parakou, Cotonou considerata la capitale economica e Porto-Novo la capitale ufficiale del paese.[8]

## Canada (Québec)
Nella provincia canadese del Québec, il territorio di otto municipalità: Grenville-sur-la-Rouge, Lévis, Longueuil, Métis-sur-Mer, Montréal, Québec, Sherbrooke, Saguenay,  è suddiviso complessivamente in 41 arrondissement.

## Ciad
Il dipartimento della capitale, N'Djamena, è suddiviso in 10 arrondissements municipaux.

## Congo
Nella Repubblica del Congo, gli arrondissement sono una suddivisione amministrativa dei maggiori centri urbani.

## Francia
In Francia al dicembre 2019 sono presenti tre tipi diversi di arrondissement:
- I 332 arrondissement dipartimentali, suddivisioni territoriali dei dipartimenti francesi. Ad esempio, il dipartimento delle Alpi Marittime, confinante con l'Italia, è suddiviso nei due arrondissement dipartimentali di Grasse e Nizza. Sono generalmente amministrati da un sotto-prefetto che affianca l'attività del prefetto dipartimentale.[13]
- I 45 arrondissement municipali, che sono delle suddivisioni interne dei comuni di Parigi, Marsiglia e Lione, suddivisi rispettivamente in 20, 16 e 9 arrondissement. Sono amministrati dal sindaco (maire d'arrondissement o maire de secteur a Marsiglia) e dal consiglio (conseil d'arrondissement o conseil de secteur a Marsiglia).[14][15][16]
- I 3 arrondissement marittimi: dell'Atlantico con sede a Brest, della Manica-Mar del Nord con sede a Cherbourg e del Mediterraneo con sede a Tolone, che definiscono le zone d'influenza delle prefetture marittime sulla costa francese.[17] Gli attuali arrondissement marittimi sono codificati dall'articolo 3 del decreto n. 2007-583 del 23 aprile 2007,[18] modificato dal decreto n. 2016-1336 del 7 ottobre 2016 (articolo 2),[19] entrambi facenti parte codice della difesa.[20]

## Haiti
Nella repubblica di Haiti, i 42 arrondissement rappresentano una suddivisione amministrativa intermedia tra i dipartimenti e i comuni.

## Niger
In Niger, prima della riforma iniziata nel 1999 che ha attuato un vasto programma di decentramento, gli arrondissement erano suddivisioni amministrative dei dipartimenti. Successivamente detta riforma, conclusasi nel 2006, ha stabilito la suddivisione in arrondissement comunali (arrondissements comunaux) di 4 comuni a statuto particolare, denominati "ville": Maradi, Niamey, Tahoua e Zinder.

Al 2020 in Niger erano presenti 15 arrondissement comunali: 3 a Maradi, 5 a Niamey, 2 a Tahoua e 5 a Zinder.

## Paesi Bassi
Nei Paesi Bassi, l'arrondissement è un raggruppamento giudiziario di comuni. Dal 1º aprile 2013, i Paesi Bassi sono stati suddivisi in 11 arrondissement: Amsterdam, L'Aia, Gheldria, Limburgo, Paesi Bassi-Nederland, Noord-Holland, Paesi Bassi settentrionali, Brabante orientale, Overijssel, Rotterdam e Zeeland-West-Brabant.

## Senegal
Nel Senegal, con la riforma del 2008, sono stati costituiti 133 arrondissement, suddivisioni amministrative territoriali di terzo livello dei 45 dipartimenti del paese.